# Trois Royaumes tardifs

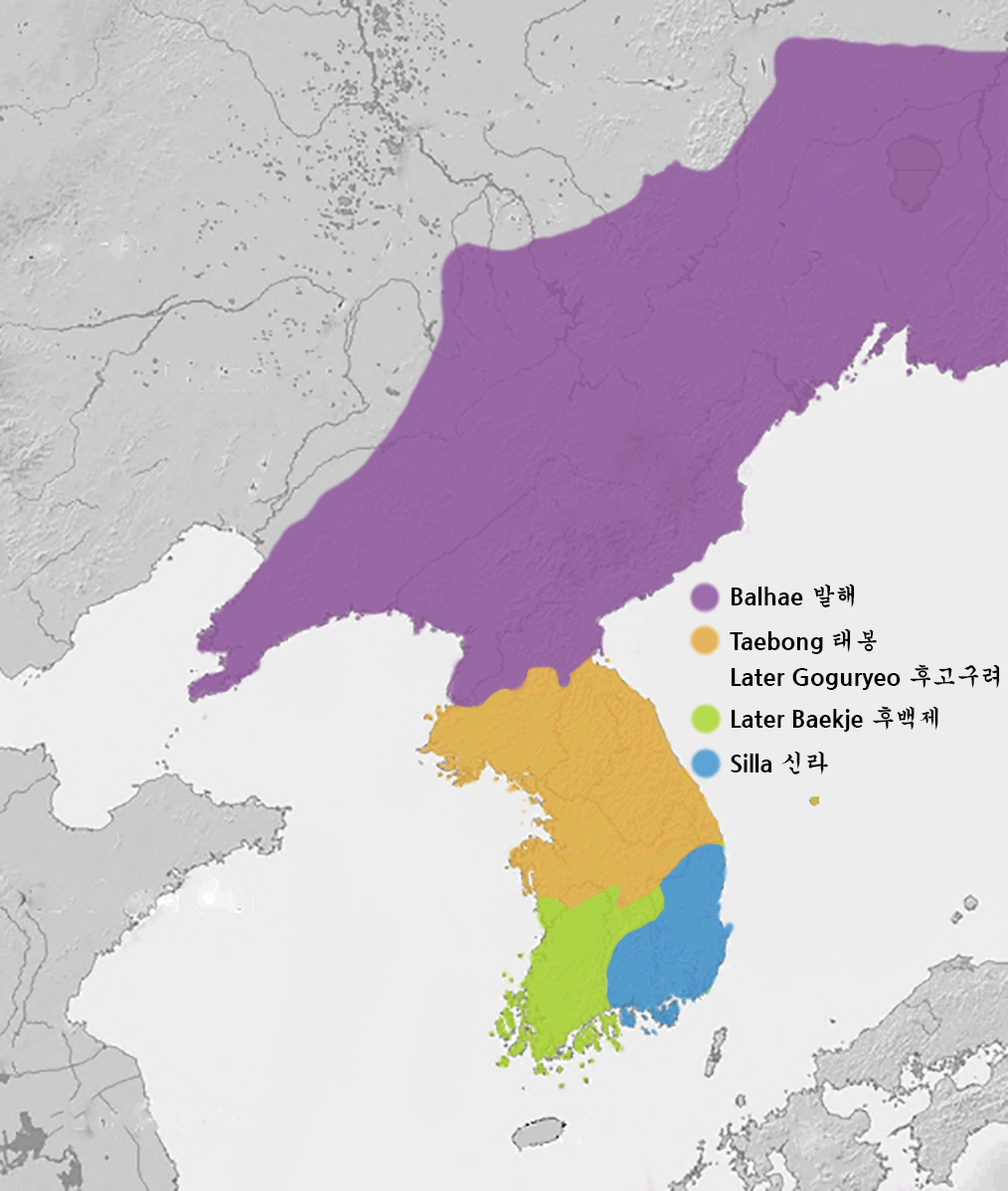
Carte de la Corée lors de la période des L'époque des Trois Royaumes tardifs.

Les Trois Royaumes tardifs désigne dans l'histoire de la Corée la période qui s'étend de 892 à 936. Le sud du pays est alors divisé entre les royaumes de Silla, du Baekje tardif, et du Taebong (en) ou Goguryeo tardif. 
La période marquée par une grande instabilité politique prend fin avec l'unification de la péninsule par le Goryeo. La période des Trois Royaumes tardifs (889-935 apr. J.-C.) de la Corée ancienne a vu une renaissance partielle des trois anciens royaumes qui avaient dominé la péninsule du Ier siècle av. J.-C. au VIIe siècle apr. J.-C.. Après que le royaume unifié de Silla ait gouverné la Corée seul à partir de 668 apr. J.-C., il a lentement commencé à décliner et le vide de pouvoir que cela a créé a conduit plusieurs États rebelles à se soulever et à prendre les anciens noms historiques des anciens royaumes de Corée. Une période désordonnée d'alliances et de combats internes a suivi, mais un État établira à nouveau une position dominante - Goryeo (aussi nommé Koryo), lui-même nommé en hommage à l'ancien royaume de Goguryeo - et formerait un État coréen unifié et une dynastie qui durera plus de 500 ans.

## La chute de Silla
Le royaume unifié de Silla (668-935 apr. J.-C.) avait régné sur la péninsule coréenne pendant trois siècles, mais l'État déclinait lentement. La rigidité de sa structure de classe basée sur le système Kolp'um signifiait que peu de gens pouvaient s'élever au-dessus de leur position de naissance et les idées et l'innovation étaient étouffées. L'aristocratie a commencé à ressentir le pouvoir et le gaspillage du roi, les propriétaires terriens ont résisté au contrôle centralisé et la paysannerie est devenue de plus en plus rebelle aux impôts incessants qui leur étaient imposés. L'État s'effondrait de l'intérieur.
La faiblesse du gouvernement central de Silla signifiait que les seigneurs de la guerre et les hommes forts locaux, toujours difficiles à mettre sous le contrôle de l'État dans le meilleur des cas, gouvernaient désormais leurs propres territoires à leur guise. Le banditisme a balayé la péninsule, des exemples particulièrement tristement célèbres étant , Kihwon, Yanggil et un groupe connu sous le nom de Red Pantaloons (Chokkojok).

## Gyeon Hwon et Gung Ye
Cette période de troubles politiques qui s'est transformée en une mêlée générale pour le contrôle de la Corée est appelée la période des Trois Royaumes ultérieurs (889-935 apr. J.-C.). Gyeon Hwon (867-936 apr. J.-C.), un chef paysan et officier de l'armée de Silla, a profité des troubles politiques en 892 apr. J.-C. et s'est fait gouverneur militaire de la ville de Muju. En 900 apr. J.-C., Gyeon devint plus ambitieux et, s'associant au bandit Yanggil, forma un renouveau de l'ancien royaume Baekje (Paekche) dans la partie sud-ouest de la péninsule. Il a choisi Wansan (Jeonju moderne) comme capitale.
Pendant ce temps, un chef moine bouddhiste aristocratique, Gung Ye, a déclaré le nouvel État de Goguryeo dans le nord en 901 apr. J.-C., connu sous le nom de Goguryeo tardif (Hugoguryo). Gung Ye était soit le fils illégitime de Gyeongmun de Silla ou Heonan de Silla selon le récit. Lui aussi avait formé une alliance avec Yanggil mais s'est montré plutôt impitoyable et a tué le bandit, ouvrant la voie pour se déclarer roi à part entière. Sa capitale était d'abord à Songak (Kaesong) puis à Cheorwon. Il a également changé à deux reprises le nom de son royaume - en Majin en 904 apr. J.-C. et en Taebong en 911 apr. J.-C. - illustrant son caractère instable. Une chose qui n'a jamais changé était la haine de Gung pour Silla et son insistance pour que ses sujets s'y réfèrent toujours comme la «nation des damnés».
Il s'ensuivit alors une lutte de pouvoir prolongée pour le contrôle de la péninsule. Gyeon Hwon a attaqué Gyeongju, la capitale de Silla, en 927 apr. J.-C., tandis que la tyrannie impopulaire et fanatique de Gung Ye a conduit à sa mort aux mains de son peuple. Gung était devenu ivre de pouvoir et se croyait le Bouddha Maitreya, passait son temps à composer des sutras, s'habillait lui-même et sa famille de robes extravagantes, et n'allait jamais nulle part sans un entourage de 200 moines chantant dans son sillage. Il a même affirmé qu'il avait le pouvoir de lire dans les pensées et a utilisé ses «compétences» pour purger sa cour de toute personne qu'il soupçonnait d'intentions déloyales. Gung a été remplacé en 918 apr. J.-C. par son premier ministre, l'habile Wang Geon qui a probablement joué un rôle dans l'assassinat de son prédécesseur détesté. Wang s'était déjà distingué en tant que commandant naval, capturant plusieurs îles et bloquant le commerce de Baekje avec la Chine et le Japon. Wang a choisi le nouveau nom de Goryeo (Koryo) et a déplacé la capitale à Songak (Kaesong moderne) où son père était depuis longtemps un riche marchand et chef local.

## L'unification de la Corée par Wang Geon
Plus tard, Baekje (Hubaekche) a attaqué le royaume de Silla en 920 et 924 apr. J.-C. Silla, maintenant le plus faible des trois royaumes et ne contrôlant que le cœur de son royaume dans le sud profond, a répondu en appelant plus tard Goguryeo à l'aide. Lorsque Baekje a attaqué et saccagé la capitale de Silla, Gyeongju en 927 apr. J.-C., le roi de Silla Gyeongae (r. 924-927 apr. J.-C.) a été contraint de se suicider et un dirigeant fantoche, Kim Pu installé à sa place avec le nom de règne de Gyeongsun . Wang a répondu en attaquant la capitale de Baekje, qui était maintenant en proie à des combats internes entre dirigeants. Gyeon Hwon a ensuite perdu une bataille à Geochang face à une force dirigée par Wang. De retour dans la capitale de Baekje, Gyeon a fait face à une rébellion dirigée par son fils Gyeon Singeom, qui, mécontent que son père ait favorisé son jeune frère comme prochain candidat au trône, a emprisonné Gyeon.
Wang était maintenant en possession de la majeure partie du territoire de Silla, qu'il contrôlait via une nouvelle garnison à l'extérieur de Gyeongju, et sa position de dirigeant de facto de la Corée fut reconnue par la dynastie Tang de Chine en 932 apr. J.-C. En 934 apr. J.-C., après la victoire écrasante de Wang sur Baekje à Unju ( Hongseong ), les réfugiés de l'État de Balhae ( Parhae ), au nord de la Mandchourie, ont estimé que la situation était suffisamment stable pour retourner en Corée.
Gyeongsun de Silla s'est rendu et a nommé Wang comme son successeur en 935 apr. J.-C., et la même année, Gyeon, qui s'était échappé vers le territoire de Goguryeo plus tard, a fait appel à son vieil ennemi Wang pour qu'il l'aide à éliminer Gyeon Singeom. Gyeon a dirigé une armée de Goguryeo à Baekje, et la guerre civile qui en a résulté et la mort de Gyeon Singeom et de Gyeon Hwon en 936 apr. J.-C., ont considérablement affaibli Baekje et ont permis à Wang d'unifier enfin le pays une fois de plus sous le nom de Goryeo, origine du nom d'aujourd'hui pour Corée. Wang, qui a reçu à titre posthume le titre de Taejo de Goryeo ou "Grand Fondateur", a établi une dynastie qui régnera sur la Corée pendant les cinq siècles suivants.